# Висоцький Ігор Юрійович
Висо́цький І́гор Ю́рійович (нар. 2 січня 1950 р.) – український вчений у галузі фармакології та токсикології, педагог, доктор медичних наук (2008), професор (2008), завідувач курсу біологічної хімії та фармакології кафедри біофізики, біохімії, фармакології та біомолекулярної інженерії Навчально-наукового медичного інституту Сумського державного університету, Голова Сумського осередку Товариства токсикологів України, Відмінник освіти України.

### Біографія
Ігор Юрійович Висоцький народився 2 січня 1950 року в с. Дубівці Великоглибочецького району (нині  Тернопільського району) Тернопільської області у сім’ї вчителя.
Навчався в середній школі № 6 м. Тернополя, яку закінчив у 1966 році.
1967 року вступив до Тернопільського державного медичного інституту (нині Тернопільський національний медичний університет імені І. Я. Горбачевського).
Після закінчення навчання у 1973 році працював лікарем-інтерном Лановецької центральної районної лікарні Тернопільської області.
З 1974 до 1976 року був начальником медпункту військової частини у місті Острог Рівненської області .
З 1976 до 1979 року – лікар-терапевт Тернопільського хлібооб’єднання.
З 1979 до 1988 року працював старшим лаборантом, асистентом кафедри фармакології Тернопільського державного медичного інституту.
У 1982 році вступив до аспірантури на кафедру фармакології Тернопільського державного медичного інституту, яку успішно закінчив у 1985 році.
З 1988 до 1994 року – асистент, доцент, старший науковий співробітник кафедри фармакології Луганського державного медичного інституту.
1994 року розпочав роботу в Сумському державному університеті на посаді завідувача курсу фармакології на кафедрі біохімії та фармакології Медичного факультету (нині Навчально-науковий медичний інститут СумДУ).
З 1995 до 2011 року – завідувач кафедри біохімії та фармакології Медичного факультету СумДУ.
З 2011 року – завідувач курсу біохімії та фармакології кафедри біофізики, біохімії, фармакології і біомолекулярної інженерії Навчально-наукового медичного інституту Сумського державного університету.
З 2003 до 2005 року – заступник директора з навчально-методичної роботи Медичного інституту СумДУ.

### Наукова діяльність
Професор Висоцький І. Ю. займається науковою та винахідницькою діяльністю в галузі фармакології, токсикології, хронофармакології, хронотоксикології, гепатології.
Основні напрямки наукових досліджень:
- хімічне ураження печінки епоксидними сполуками та іншими хімічними речовинами[3];
- роль вільнорадикальних процесів, циклічних нуклеотидів, мембранозв’язаних металопротеїдних парамагнітних центрів печінки, ейкозаноїдів, нікотинамідних коферментів і аденілових нуклеотидів у патогенезі токсичних гепатопатій[3];
- ефективність антиоксидантів, зокрема вперше синтезованих, біофлавоноїдів, індукторів та інгібіторів мікросомальних ферментів, високомолекулярних сполук, холіфосфатидних ліпосом, засобів, що регулюють метаболічні процеси, ентеросорбентів при експериментальній патології печінки[5];
- хронофармакологічні і хронотоксикологічні аспекти при дії лікарських засобів і гепатотоксичних агентів[3];
- можливості комбінованої фармакотерапії при гострих інгаляційних інтоксикаціях леткими компонентами епоксидних композицій[3].

1986 року під час роботи в Тернопільському державному медичному інституті захистив кандидатську дисертацію на тему “Ефективність токоферолу ацетату і селеніту натрію при ураженні печінки тетрацикліном і чотирихлористим вуглецем в різні сезони року”, науковим керівником якої став Заслужений працівник вищої школи УРСР професор М. П. Скакун.
Працюючи на кафедрі фармакології Луганського державного медичного інституту, Ігор Юрійович почав досліджувати механізми дії та хронотоксикологію епоксидних сполук і розробляти фармакотерапію гострих отруєнь цими речовинами. Результати наукових досліджень у цьому напрямку були відображені в численних наукових публікаціях, а також у докторській дисертації “Токсикодинаміка та терапія гострих інгаляційних отруєнь епоксидними смолами (експериментальне дослідження)”. Науковим консультантом роботи виступив Заслужений діяч науки і техніки України, професор В. Д. Лук’янчук.
Автор 5 винаходів, підтверджених патентами України,  10 авторських свідоцтв та 17 раціоналізаторських пропозицій.

#### Наукові профілі
ORCID ID
Scopus Author ID
Web of Science
Google Scholar

### Професійна діяльність
Висоцький Ігор Юрійович, обіймаючи посаду завідувача курсу біохімії та фармакології кафедри біофізики, біохімії, фармакології та біомолекулярної інженерії Навчально-наукового медичного інституту Сумського державного університету, поєднує наукову та педагогічну діяльність, займається методичною та консультативною роботою.
Протягом багатьох років Ігор Юрійович є дійсним членом Товариства токсикологів України та  Головою Сумського осередку Товариства токсикологів України, членом Федерації Європейських токсикологів і Європейських товариств токсикологів «Eurotox», а також членом Міжнародного союзу токсикологів “IUTOX”.
З 1995 до 2011 року був членом вченої ради Медичного інституту і вченої ради Сумського державного університету.
Ігор Юрійович упродовж тривалого часу є членом Всеукраїнської громадської організації «Асоціація фармакологів України» і Міжнародного союзу фундаментальної та клінічної фармакології «IUPHAR».
У 2001-2011 роках був членом редакційної колегії журналу «Вісник Сумського державного університету» Серія «Медицина».
З 2002 до 2006 року був експертом центру тестування при МОЗ України.
З 2003 до 2005 року – голова методичної комісії Медичного інституту СумДУ і член методичної ради СумДУ.
Ігор Юрійович підготував більше 20 переможців і призерів всеукраїнських олімпіад з фармакології та клінічної фармакології.

### Нагороди та відзнаки
2001 та 2007 – Почесні грамоти МОН України.
2004 – нагрудний знак “Відмінник освіти України”.

### Вибрані публікації
У здобутку Ігоря Юрійовича – праці, написані самостійно та у співавторстві: понад 400 наукових та навчально-методичних робіт, в тому числі  106 наукових статей, 2 монографії, 5 підручників, 46 навчальних посібників та курсів лекцій з фармакології і біохімії, 62 методичні рекомендації, 7 інформаційних листів.

#### Наукові статті
- Высоцкий И. Ю. Сезонная эффективность антиоксидантов при тетрациклиновых поражениях печени // Антибиотики. – 1984. – Т. 29, № 8. – С. 590-594.
- Барановский П. В., Высоцкий И. Ю., Болюх М. З. Влияние салазосульфапиридина (сульфасалазина) на состояние системы комплемента у крыс с адъювантным артритом // Фармакология и токсикология. – 1989. – Т. 52, № 1. – С. 65-67.
- Высоцкий И. Ю. Изыскание антидотно-лечебных средств при острой  интоксикации эпоксидными соединениями // Вісник СумДУ. – 1999. – № 1. – С. 115-124.
- Высоцкий И. Ю., Лукьянчук В. Д., Грызунова Г. К. Модифицирующее действие кверцетина на процесс связывания эпихлоргидрина с белками сыворотки крови // Вісник проблем біології і медицини. – 1999. – № 3. – С. 126-131.
- Высоцкий И. Ю. Токсичность и метаболизм эпоксидных соединений //  Український медичний альманах. – 2000. – Т.3, № 2. – С. 43-46.
- Высоцкий И. Ю. Взаимосвязь метаболизма эпоксидных соединений с их  гепатоповреждающим действием и предполагаемые механизмы  протекторной активности изучаемых лекарственных средств // Вісник  СумДУ. Серія “Медицина”. 2001. – № 1. – С. 30-40.
- Высоцкий И. Ю. К токсикологии эпоксидных смол ЭД-20 и Э-40 // Вісник СумДУ. Серія “Медицина”. – 2001. – № 12 (33). – С. 16-23.
- Высоцкий И. Ю. Фармакологическая регуляция активности ферментов, принимающих участие в метаболизме эпоксидных соединений // Вісник СумДУ. Серія “Медицина”. – 2002. – № 8 (41). – С. 39-48.
- Высоцкий И. Ю. Циркадные и цирканнуальные ритмы токсичности  эпихлоргидрина // Современные проблемы токсикологии. – 2003. –  №2. – С. 45–49.
- Висоцький І. Ю. Вплив деяких лікарських засобів на рівень АКТГ і  циклічних нуклеотидів у щурів за умов гострого токсичного ураження  печінки // Ліки. – 2003. – №3-4. – С. 92-98.
- Висоцький І. Ю. Роль ендогенних ейкозаноїдів у патогенезі токсичної  гепатопатії і фармакотерапія деякими лікарськими засобами // Ліки. –  2004. – №3-4. – С. 74-81.
- Высоцкий И. Ю., Савченкова Л. В. Динамика парамагнетизма печеночной ткани при острой токсической гепатопатии, вызванной  эпихлоргидрином и на фоне фармакотерапевтического воздействия кверцетина // Медицина сегодня и завтра. – 2004. – №4. – С. 60-65.
- Высоцкий И. Ю. Изучение сорбционных свойств углеродных и полимерных энтеросорбентов на модельных растворах эпихлоргидрина в равновесных условиях // Вісник СумДУ. Серія “Медицина”. – 2004. – № 11 (70). – С. 14-22.
- Высоцкий И. Ю. Эффективность комбинированного применения  лекарственных средств в условиях острого ингаляционного отравления  эпоксидными соединениями // Український медичний альманах. –  2008. – Т. 11, № 6. – С. 23-25.
- Детоксицирующая активность синтетических полимеров, созданных на  основе N-винилпирролидон-малеинового ангидрида при острой  интоксикации эпихлоргидрином / И. П. Федорова, И. Ю. Высоцкий,  Е. И. Высоцкая  и др. // Вісник СумДУ. Серія  “Медицина”. – 2009. – Т. 1, № 2. – С. 7-16.
- Высоцкий И. Ю. Фармакологическая коррекция нарушений уровня отдельных компонентов митохондриальной и микросомальной  электронтранспортных цепей в гепатоцитах при острой токсической  гепатопатии, вызванной эпихлоргидрином // Современные проблемы  токсикологии. – 2009. – № 3-4. – С. 68-72.
- Высоцкий И. Ю., Лукьянчук В. Д., Висоцкий В. И. Суточные ритмы гепатотоксичности четыреххлористого углерода в условиях искусственной смены светового синхронизатора // Журнал клінічних та експериментальних медичних досліджень. – 2013. – Том 1, № 2. – С. 131-135.

#### Підручники та навчальні посібники
- Фармакологія [Текст] : підручник / І. С. Чекман, Н. О. Горчакова, Л. І. Казак та ін. ; За ред. І. С. Чекмана. — 3-тє вид., випр. та доопрац. — Вінниця : Нова Книга, 2016. — 784 с. + Гриф МОН.
- Фармакологія [Текст] : підручник / І. С. Чекман, Н. О. Горчакова, Л. І. Казак та ін. ; за ред. І. С. Чекмана. — 4-те вид. — Вінниця : Нова Книга, 2017. — 784 с. + Гриф МОН.
- Фармакология [Текст] : учебник / И. С. Чекман, Н. А. Горчакова, Л. И. Казак и др. ; Под ред. И. С. Чекмана. — Вінниця: Нова книга, 2013. — 792 с. + Гриф МОН.
- Збірник завдань для підготовки до тестового екзамену з природничо-наукових дисциплін «Крок-1. Загальна лікарська підготовка» [Текст] : навч.-метод. посіб. / кол. авторів ; за ред. В. Ф. Москаленка, О. П. Волосовця, І. Є. Булах та ін. — Київ : Медицина, 2004. — 368 с. (З грифами МОЗ та МОН України).
- Збірник завдань для підготовки до тестового екзамену з природничо-наукових дисциплін "Крок-1. Стоматологія" [Текст] : навч.-метод. посіб. / За ред.: В. Ф. Москаленка, О. П. Волосовця, І. Є. Булах та ін. — К. : Медицина, 2004. — 312 с. (З грифами МОЗ та МОН України).
- Krok-1. General medical training [Текст] : сollection of tasks for preparing for test examination in natural sciences / edited by: V. F. Moskalenko, O. P. Volosovets, I. E. Bulakh et al. — Kyiv : Medicine, 2006. — 367 p. (Permitted by the Ministry of Health of Ukraine and the Ministry of Education and Science of Ukraine).